# Huracà Ike
L'huracà Ike va ser l'huracà més gran mai observat al vessant Atlàntic i el tercer més destructiu que ha recalat als Estats Units. Va ser la novena tempesta anomenada, el cinquè huracà i el tercer gran huracà de la temporada.
Va ser un huracà de tipus cap Verd que es va formar a partir d'una pertorbació tropical prop d'Àfrica a finals d'agost. L'1 de setembre de 2008, va esdevenir una tempesta tropical a l'oest de les illes de cap Verd. A primeres hores del matí del 4 de setembre, Ike esdevingué un huracà de Categoria 4 amb vents màxims sostinguts de 230 km/h i una pressió de 935 mbar, convertint-lo en la tempesta atlàntica més intensa del 2008.